# Filmosto
Filmosto war ein 1924 gegründeter Betrieb der optischen Industrie in Dresden. Filmosto war auf Projektionstechnik spezialisiert (Diaprojektoren, Projektionsobjektive). Über den VEB Aspecta Dresden gehört Filmosto zu den Gründungsunternehmen des 1964 entstandenen VEB Pentacon Dresden. Filmosto bzw. die spätere ASCOP stellten auch Diaserien und Filmbänder her.

## Geschichte

### Müller & Wetzig
Im Jahre 1899 gründeten Johann Wetzig und Robert Müller eine "Spezialfabrik für Projektions- und Vergrößerungs-Apparate". Sie stellten Projektions-, Vergrößerungs- und Kinoapparate her, darunter u. a. den Projektionsapparat "Dresdensia" (1903, Objektiv von Emil Busch), die Projektoren I bis V (ab 1905) sowie das Vergrößerungsgerät Fam VI (1935). 1937 umfasste das Lieferverzeichnis für Vertikal-Vergrößerungsgeräte mit manueller Scharfeinstellung die Serien Pollux, Artus VIII und Artus X sowie Sirius. Eine automatische Scharfeinstellung hatten Fix und Phönix I,  Phönix III und Phönix V. Horizontal-Vergrößerungsgeräte waren Orion, Matador, Effekt und Saxonia. Die Geräte konnten Negative von 6,5×9 cm bis 18×24 cm verarbeiten. Für die Geräte wurden durchgängig Doppel-Anastigmaten als Objektive angeboten. Weiterhin gab es Vergrößerer für kleinere Formate und das Universalgerät Multifoc.
1938 übernahmen die Söhne der beiden Gründer, Georg Wetzig und Willy Müller, das Unternehmen, das 1945 völlig zerstört wurde. Nach einigen Schwierigkeiten jedoch konnte die Produktion schon 1946 unter dem neuen Firmennamen M&W Vergrößerungsgeräte-Werk wieder angefahren werden, und so wurden in dieser Zeit – mit einem Typenschild aus den beiden Buchstaben M und W – u. a.: Manufoc-Vergrößerungsapparate hergestellt. Mit der noch im gleichen Jahr erfolgten Verstaatlichung wurde die Firma allerdings kurz darauf in Vergrößerungsgeräte-Werk VEB umbenannt, um schließlich 1956 mit dem VEB Filmosto-Projektion Dresden (s. u.) zu fusionieren.

Logo von Filmosto

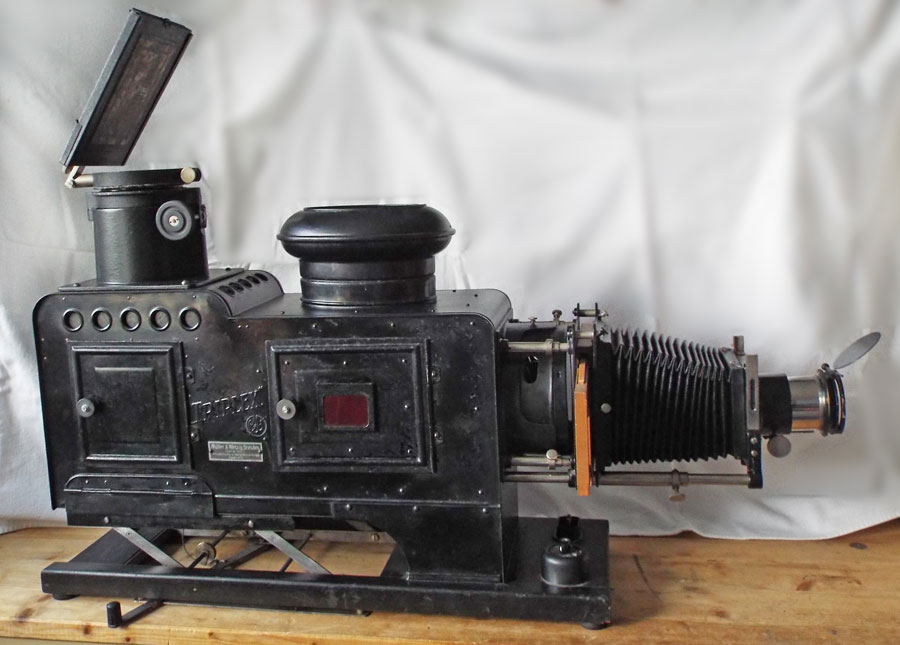
"Triplex" Epidiaskop von Müller & Wetzig, 1927

### Filmosto-Projektoren Johannes Jost

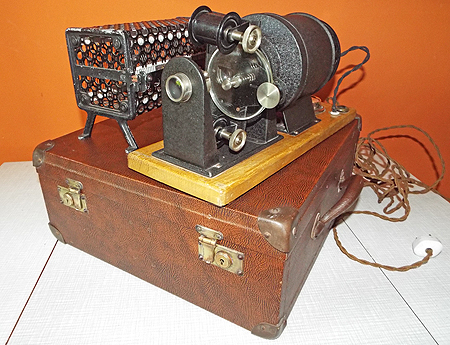
Projektor für Bildbänder vom "Filmdienst", 1925

Im Jahre 1924 wurde in Dresden der Filmdienst Jost & Co. KG gegründet, der 1932 in Filmosto-Projektion GmbH und schließlich 1937 in Filmosto-Projektoren Johannes Jost umbenannt wurde. Produkte der Firma waren zum einen Bildbänder, zum anderen die beiden Dia-Projektoren Aladin und Bube. Im Zuge der Umstellung der deutschen Wirtschaft auf die Kriegsproduktion im Zweiten Weltkrieg stellte die Firma ab 1940 Teile für Funkgeräte her. Im Februar 1945 wurde der Betrieb weitgehend zerstört, so dass nach Kriegsende lediglich Haushaltsartikel und Projektoren (letztere als Reparationsleistung) hergestellt werden konnten.

### Filmosto Ost – VEB Aspecta – VEB Pentacon
Im Jahre 1948 wurde Filmosto enteignet und in Mechanik Filmosto-Projektion VEB Dresden umbenannt, die Produktion von Bildfilmen dagegen von der Firma Strahlbild – Vertrieb ASCOP Werner Nowak übernommen. In einer Übergangszeit erschienen Bildbänder der Filmosto auch mit der Herstellerangabe Strahlbild-Verlag "Filmosto" – Dresden (später DEWAG).
1951 erfolgte eine erneute Umbenennung des optischen Werks in VEB Filmosto Dresden, woraufhin der bisherige Eigentümer Johannes Jost die Firma verließ. Noch im selben Jahr wurde Filmosto der VVB Optik unterstellt und firmierte nun als Optik Filmosto-Projektion VEB Dresden.
1953 erfolgte eine neuerliche Namensänderung, nun in VEB Filmosto-Projektion Dresden, aus dem 1956 durch Zusammenlegung mit dem bereits 1946 aus der Müller & Wetzig OHG hervorgegangenen Vergrößerungsgeräte-Werk VEB der VEB Aspecta Dresden entstand.
Doch auch dieser Betrieb wurde zwei Jahre später, 1958, noch einmal mit zwei weiteren Betrieben, dem 1953 entstandenen VEB Kamerawerk Niedersedlitz sowie dem 1958 gegründeten VEB Kamera- und Kinowerk Dresden, zum VEB Kamera- und Kinowerk Dresden zusammengelegt, das ab 1964 als VEB Pentacon Dresden firmierte.
Der ehemalige Filmosto-Betrieb in der Dresdener Pestalozzistraße 12 (Johannstadt-Süd) diente nach Reorganisation der Produktion als "Objekt 15" dem polytechnischen Unterricht von Pentacon.

### Filmosto West
Der ehemalige Eigentümer des Dresdener Stammwerks Johannes Jost gründete 1952 einen neuen Filmosto-Betrieb in Essen, die Filmosto-Projektion Johannes Jost GmbH & Co. Technologisch auch weiter innovativ, wurden ihr in der Zeit von 1978 bis 1988 beispielsweise mindestens vier US-Patente für Bilderhalter, Geräte zum Rahmen von Dias und Behälter für Photographien erteilt, eingereicht u. a. von Jochen F. Jost.

## Produkte

### Projektoren
Die sehr frühen Diaprojektoren aus den 1920er Jahren trugen nur die Typenbezeichnungen A und B.

#### Filmostar  Verbundprojektor für Großglasdias und Bildbänder

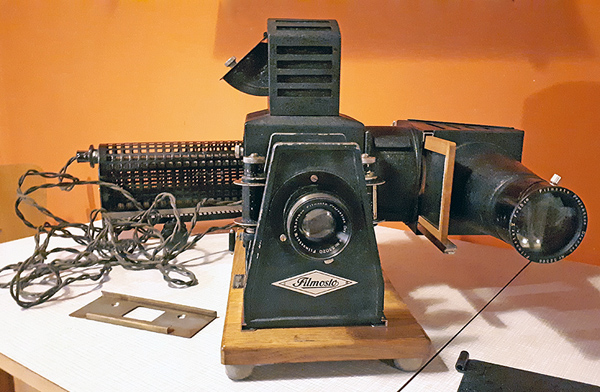
Filmosto Verbundprojektor, ab 1934

Ab 1934 wurde der "Filmostar" produziert, mit einem schwenkbaren Lampengehäuse. Über einen Hebel konnte zwischen "Bildband" und "Glasdia" umgeschaltet werden.

#### Bube

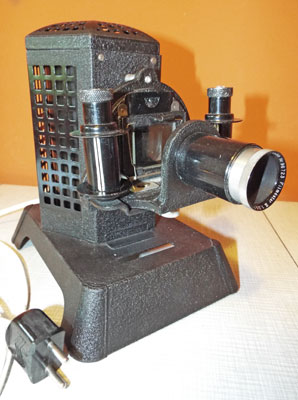
"Bube" eingerichtet zur Bildbandprojektion

Der Bube wurde mindestens bis etwa 1938 hergestellt. Der Bube 100 war weit verbreitet und wird heute (2010) recht oft antiquarisch angeboten. Als Projektionsobjektiv diente beispielsweise das mäßig lichtstarke Filmostar III 1:3,5/100 mm. 1939 wurde ein etwas stärkerer Bube 150 hergestellt.

#### Color Box
Ein weiterer früher Diaprojektor ist die Filmosto Color Box z. B. mit einem Projektionsobjektiv Filmostar III 1:4/100 mm.

#### Primaskop
Zu Beginn der 1950er Jahre war das Filmosto Primaskop erhältlich. Es handelte sich um einen Projektor für Kleinbilddias und Filmstreifen in einem Bakelitgehäuse. Als Projektionslampe dient eine normale 100-Watt-Glühbirne (E27). Das Primaskop hatte einen bifocalen Kondensor. Es gab auch eine Speziallampe von Osram. Die Kosten lagen 1952 mit Zubehör bei etwa 110 DM.

#### Filius

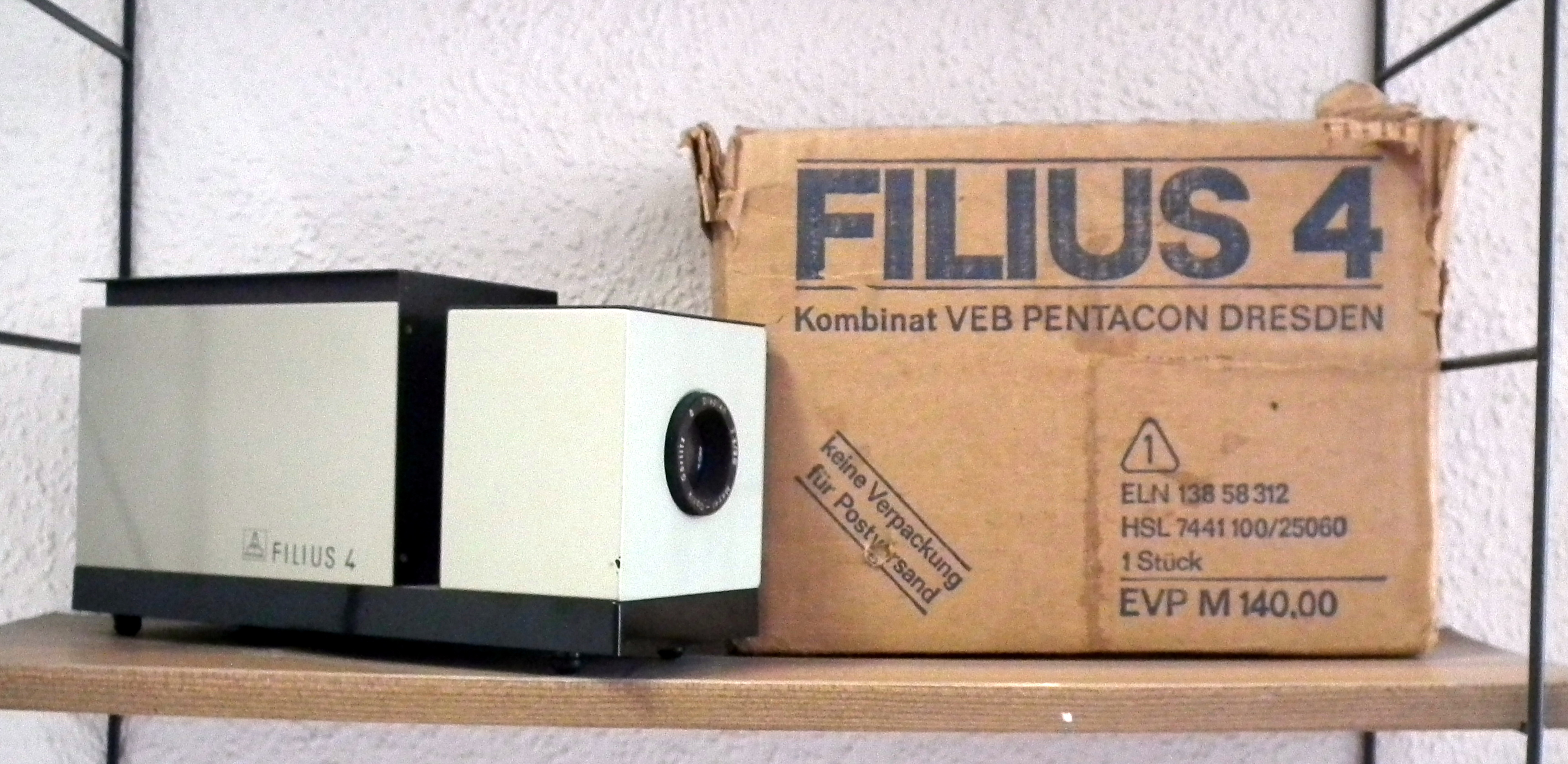
Diaprojektor Filius

Mitte der 1950er Jahre folgte der Diaprojektor “Filius”. Später übernahm der VEB DEFA Gerätewerk Friedrichshagen die Herstellung des Filius. Der Filius findet sich auch mit Projektionsobjektiven von Meyer-Optik (z. B. Diaplan 1:3,5/100 mm oder Trioplan 1:3/100).

#### VB 250

Frühe Version des VB 250

Der etwa zur gleichen Zeit hergestellte VB 250 hatte hingegen ein Metallgehäuse und eine mit 250 W deutlich höhere Leistungsaufnahme. Auch der VB 250 konnte Kleinbilddias und Filmstreifen verwenden. Das Gerät hatte noch einen externen Trafo ("Stromwandler"). Als Projektionsobjektiv diente beispielsweise das Filmostar IV 1:3/100 mm.

#### Jubilar

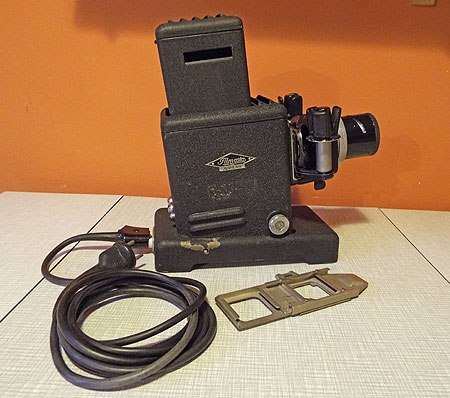
"Jubilar" für Bildbänder und Kleinbilddias

Der größere Filmosto Jubilar wurde ebenfalls Mitte der 1950er Jahre produziert. Zu finden ist dieses Gerät auch mit Projektionsobjektiven von Meyer Görlitz, z. B. dem Diaplan 1:3,5/140 mm, dem  Diaplan 1:3/100 mm oder einem Trioplan 1:3/100 mm. 1954 wurden Jubilar-Projektoren mit der Markenbezeichnung „Filmosto“ auch von dem VEB Gerätewerk Friedrichshagen, Berlin, hergestellt.

#### Primalux
Für Mittelformat-Dias bis 5×5 cm gab es dem Primalux-Projektor. Weiterhin wurden auch ein Spezial Diaskop hergestellt.

#### Müller & Wetzig "Mag-Pro"
Müller & Wetzig stellten den Mag-Pro mit einem Trinar-Anastigmat von Rodenstock als Projektor her.

#### Vivax
Der VEB Aspecta brachte einen Super-8-Filmprojektor mit der Bezeichnung Vivax heraus. Das Gerät war mit einer 12 Volt/50 Watt-Lampe nicht sehr leuchtstark, galt aber weniger anspruchsvollen Amateuren in der DDR als "solide und formschön" konzipiertes Gerät.

### Episkope
Als Episkop ist das Filmosto Episkop 500 dokumentiert.

### Vergrößerer

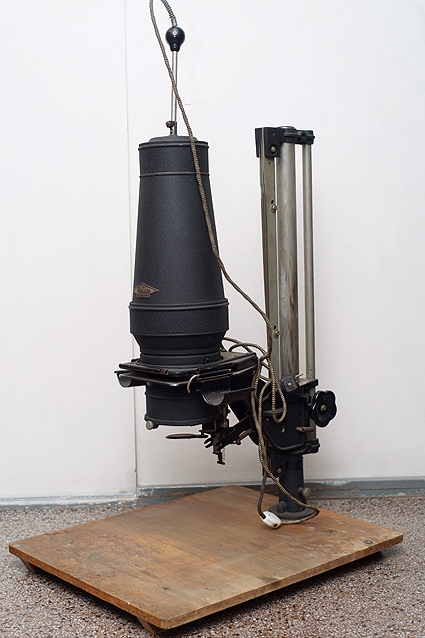
Filmosto Multifoc IIA-Vergrößerungsgerät

Im Jahre 1947 begann bei Filmosto die Produktion des Vergrößerers Autofoc I, der eine automatische Scharfeinstellung besaß. Die Firma Mueller & Wetzig (ab 1951 von Filmosto übernommen) stellte unter dem Markennamen Multifoc Vergrößerungsgeräte her (Multifoc I, II und IIA). Und es gab später auch noch ein Modell des Namens Multifoc III, Herstellungsjahr unbekannt, dessen Einlegeboden die Vergrößerung von 9×12 cm großen Negativen erlaubt.
Filmosto führte nach Fusion mit Mueller & Wetzig die Produkte weiter. Verkauft wurden beispielsweise der Autofoc II, der Autofoc II S/W, der bis zu 4×4-cm-Negative vergrößern konnte, oder der Autofoc IIA für Mittelformat-Negativen von 6×6 cm bis 6×9 cm. Als Projektionsobjektiv diente allen drei Versionen des Autofoc II ein Helioplan-Objektiv 1:4,5/55 mm von Meyer-Optik. Der etwa 1954 produzierte Autofoc III hatte eine automatische Scharfeinstellung für Negative bis 6×6 cm.
Ein weiterer, kompakter Vergrößerer, namentlich für Kleinbild-Negative, trug den Markennamen Adjutar, ausgerüstet mit einem Orthan-Objektiv 1:4,5/55 mm aus der Produktion der Rathenower Optische Werke.

### Projektionsobjektive
Filmosto stellte eine als Filmostar bekannte Reihe von Projektionsobjektiven her. Die einzelnen Typen wurden vom Filmostar II bis zum Filmostar IV mit römischen Ziffern gekennzeichnet. Es handelt sich um Projektionsobjektive nach Art des Cooke-Triplets. Die Vorkriegsmodelle hatten eine Lichtstärke von 1:4 bis 1:3,5, wie sie für Cooke-Triplets ohne Lanthanglas typisch waren. An Brennweiten wurden Objektive von 75, 80 und 100 mm hergestellt.

#### Filmostar II

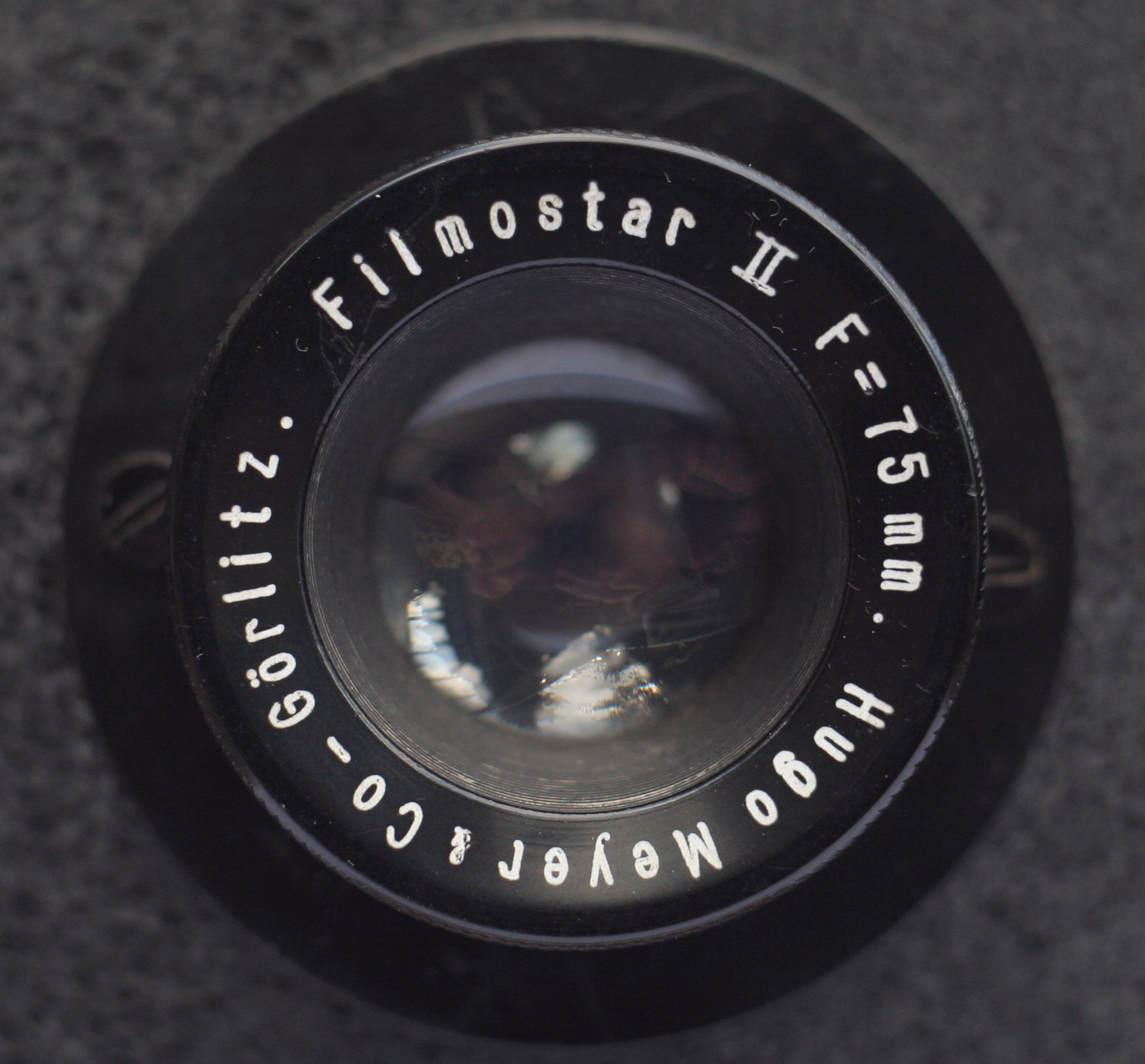

- Filmostar II, 1:3/75 mm (Hersteller-Aufschrift: Hugo Meyer & Co – Görlitz)

#### Filmostar III
Beispiele:

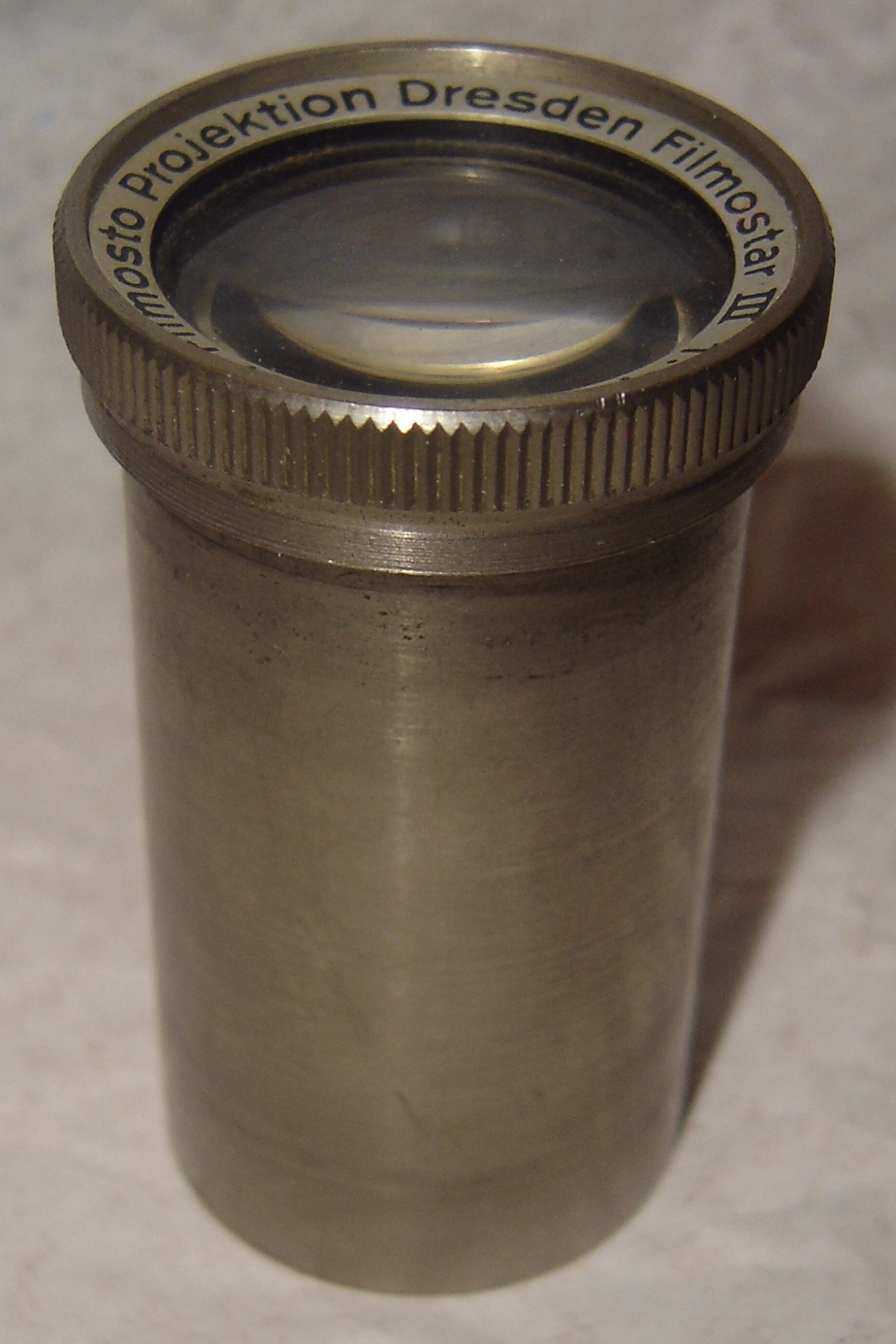
Filmostar III 1:4/100 Projektionsobjektiv von Filmosto

- Filmostar III, 1:3/75 mm (Aufschrift f = 7,5 cm)
- Filmostar III, 1:3,5/75 mm (Aufschrift f = 7,5 cm)
- Filmostar III, 1:3/100 mm (Aufschrift F = 10 cm)
- Filmostar III, 1:3,5/100 mm (Aufschrift F = 10 cm)

#### Filmostar IV
- Filmostar IV, 1:3/100 mm (Aufschrift F = 10 cm)

### Projektionszubehör sowie sonstige optische Geräte und Instrumente

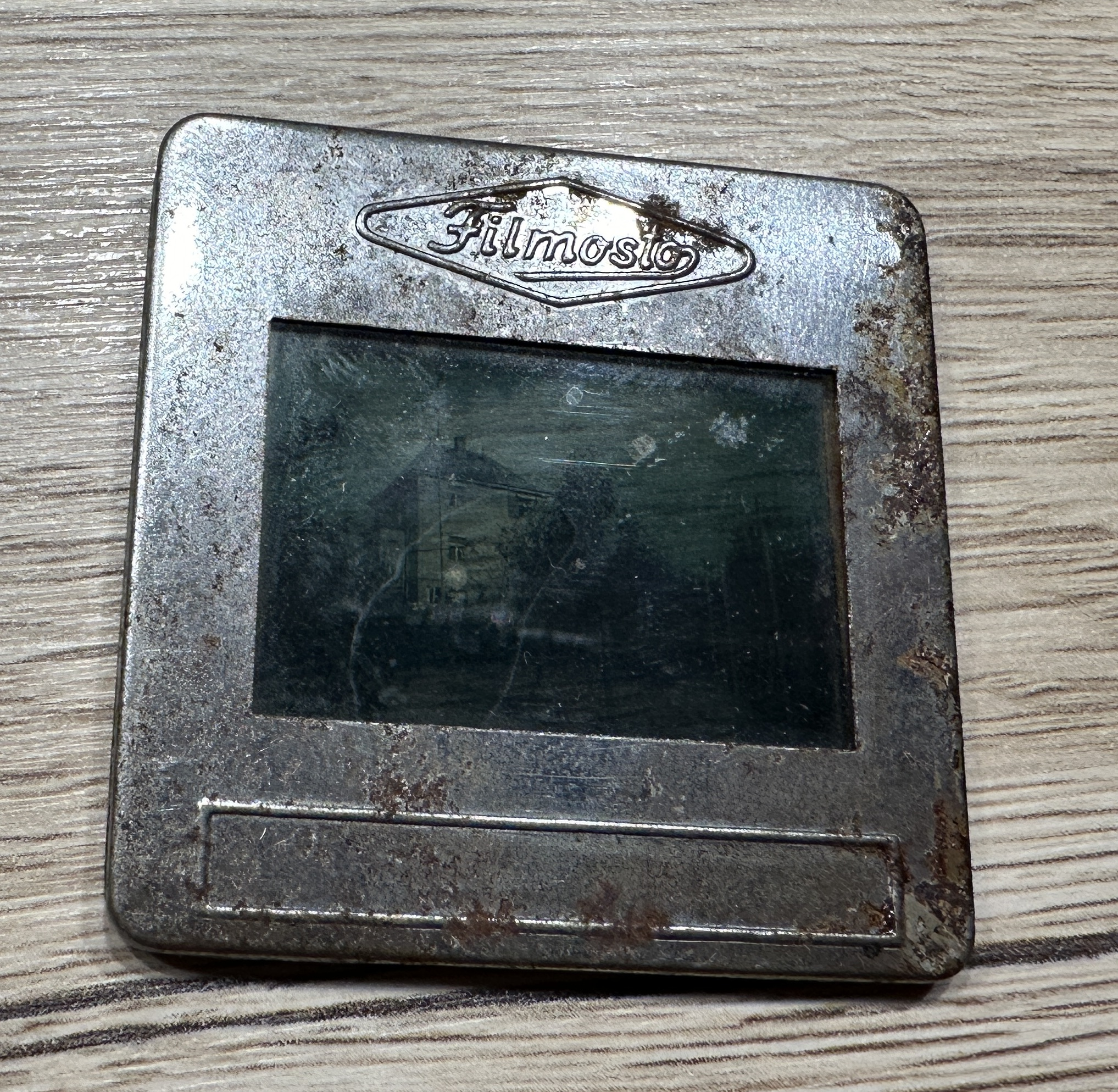
Diarahmen Filmosto, aus Metall

Weit verbreitet war der bereits vor dem Zweiten Weltkrieg hergestellte Diabetrachter Filmosto Kieker, den es sowohl für das Kleinbild als auch für 6×6-Mittelformatdias gab. Auch Müller & Wetzig hatten bereits Diabetrachter hergestellt. An weiterem Zubehör für die Diaprojektion wurden Diarähmchen angeboten sowie manuell zu beschriftende Dias, etwa für Titeldias. Filmosto hat auch Lupen hergestellt.

### Projektionsmedien
Neben Geräten für die Projektion hat Filmosto auch früh Medien vertrieben, es handelt sich sowohl um Dia-Sätze als auch um die sogenannten Filmbänder. Es handelt sich dabei um eine Abfolge von Dias, die nicht auseinandergeschnitten sind. Die Filmosto-Medien wurden später unter dem Namen ASCOP vertrieben.